# Reverencia en Japón

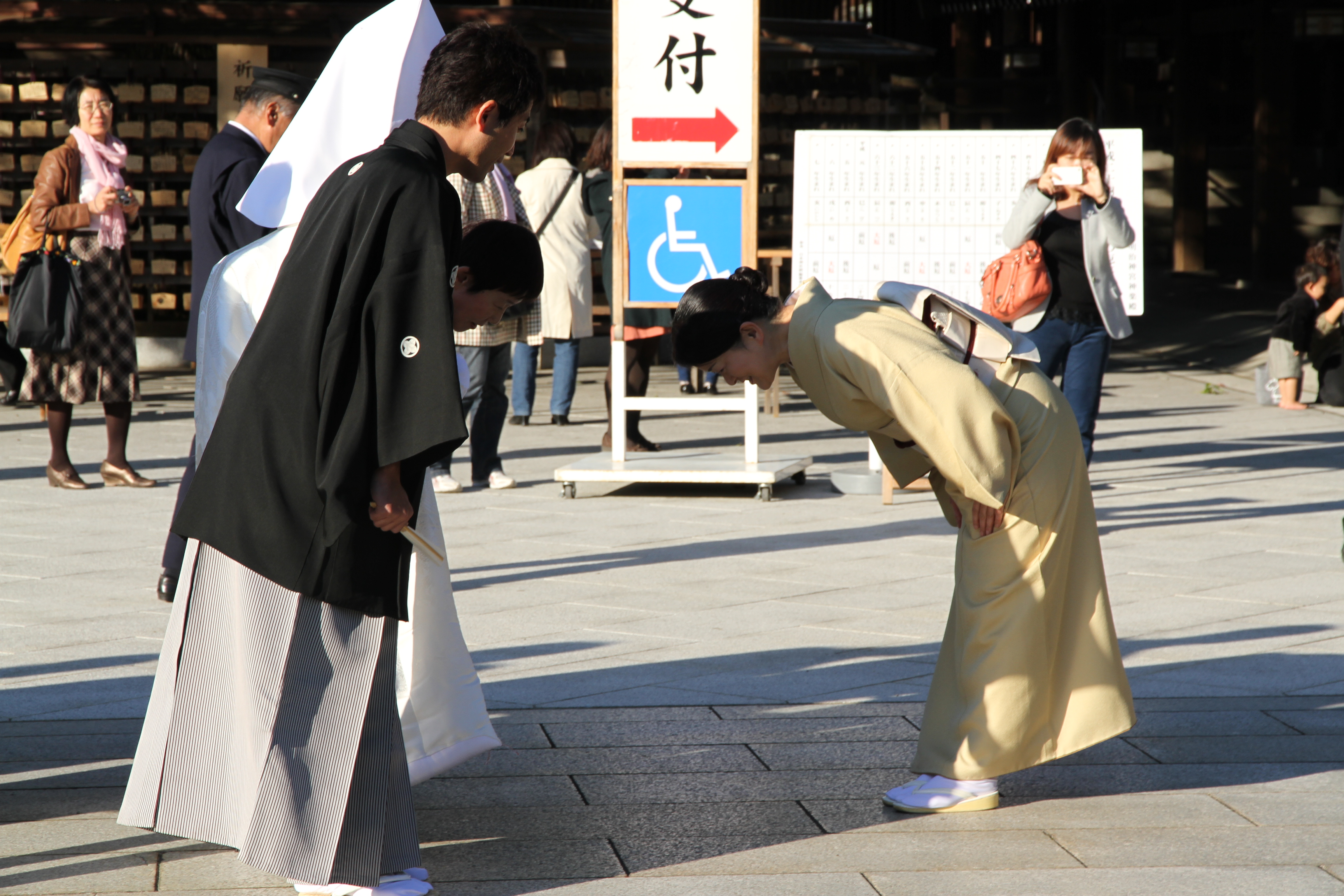
Personas inclinándose en Japón

La reverencia en Japón (お辞儀 o-jigi?) es el acto de bajar la cabeza o la parte superior del torso, comúnmente utilizado como signo de saludo, reverencia, disculpa o gratitud en situaciones sociales o religiosas.
Históricamente, el ojigi estaba estrechamente relacionado con los samuráis. El ascenso de la clase guerrera en el período Kamakura (1185-1333) condujo a la formación de muchos manuales bien disciplinados sobre la etiqueta del guerrero, que contenían instrucciones sobre las formas adecuadas de inclinarse para el samurái. La palabra japonesa お辞儀 (ojigi)  derivó del homófono お時宜, que originalmente significaba "el momento oportuno para hacer algo". No comenzó a denotar específicamente el acto de hacer una reverencia en el sentido contemporáneo hasta finales del período Edo (1603-1868), cuando la etiqueta de la reverencia del samurái se había extendido a la población común..  Hoy en día, las costumbres ojigi basadas en las doctrinas de la Escuela Ogasawara de etiqueta de los guerreros, que se fundó hace unos 800 años, son las más extendidas en la sociedad.
En el Japón actual, la reverencia es una parte fundamental de la etiqueta social que a su vez deriva y representa a la cultura japonesa, y que hace hincapié en el respeto y los rangos sociales. Desde los saludos diarios hasta las reuniones de negocios y los funerales, el ojigi es omnipresente en la sociedad japonesa; y la capacidad de hacer una reverencia correcta y elegante se considera una de las cualidades que definen la edad adulta.  Por lo tanto, aunque la mayoría de los japoneses empiezan a hacer reverencias a una edad muy temprana, muchas empresas en Japón se esforzarán por capacitar especialmente a sus empleados sobre cómo hacer una reverencia en las reuniones de negocios

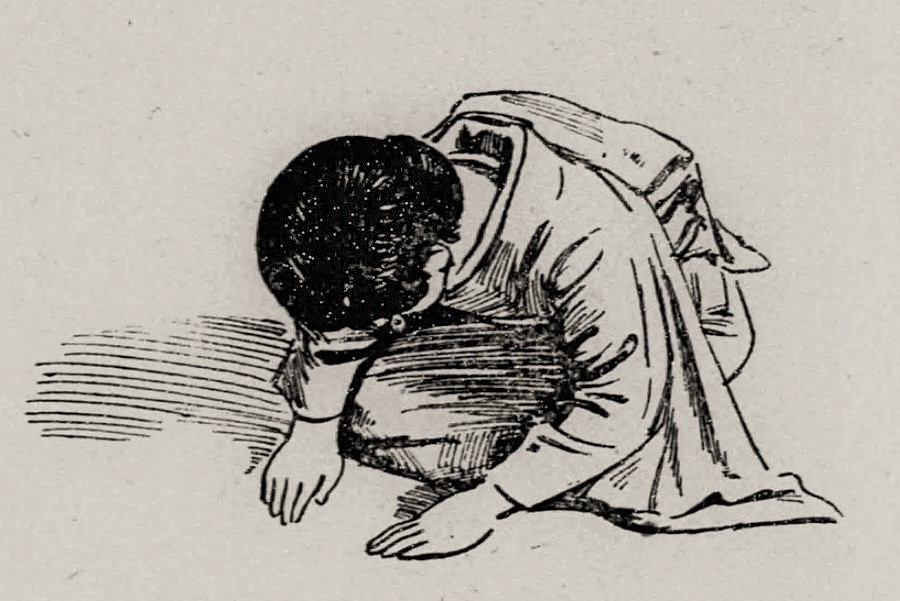
Zarei (Inclinación con arrodillamiento)

En términos generales, el ojigi japonés puede dividirse gruesamente en dos categorías: zarei (座礼), que consiste en hacer una reverencia mientras se está arrodillado, y ritsurei (立礼), que es hace una reverencia mientras se está de pie. En cualquiera de los casos, se considera esencial doblar el cuerpo solo por la cintura y mantener la espalda completamente recta durante el gesto de la reverencia. El no hacerlo, se considera a menudo como una indicación de letargo, falta de sinceridad e incluso falta de respeto. Las diferentes subcategorías de ojigi varían principalmente en los ángulos de inclinación del cuerpo y las posiciones de las manos, que están determinadas tanto por el estatus de la persona ante la que se hace la reverencia, como por el escenario o contexto del gesto.

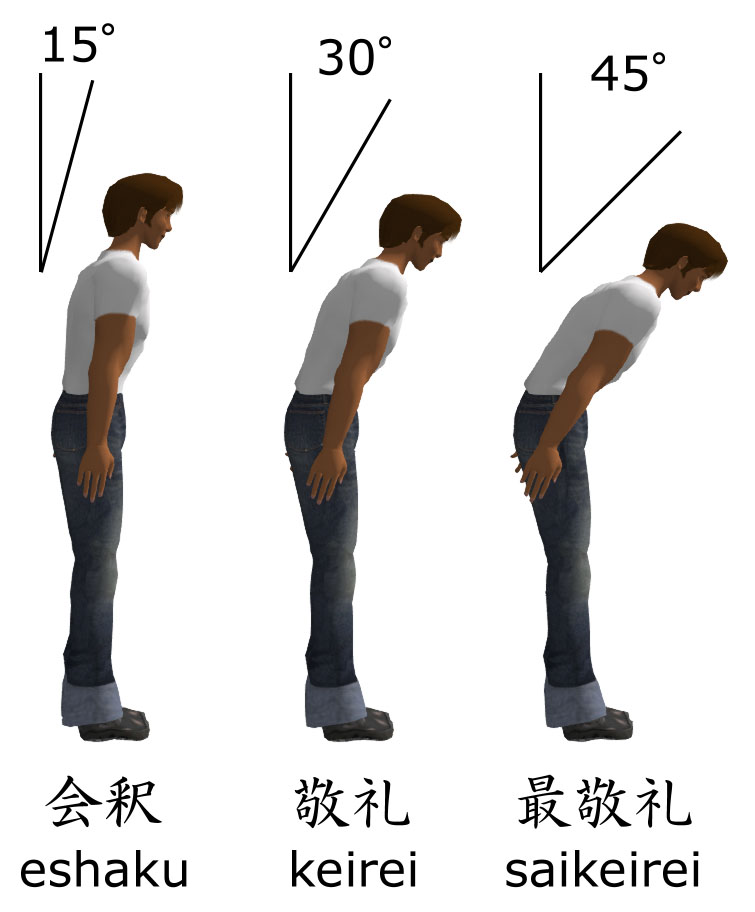
Tipos de ojigi en el mundo de los negocios japonés.

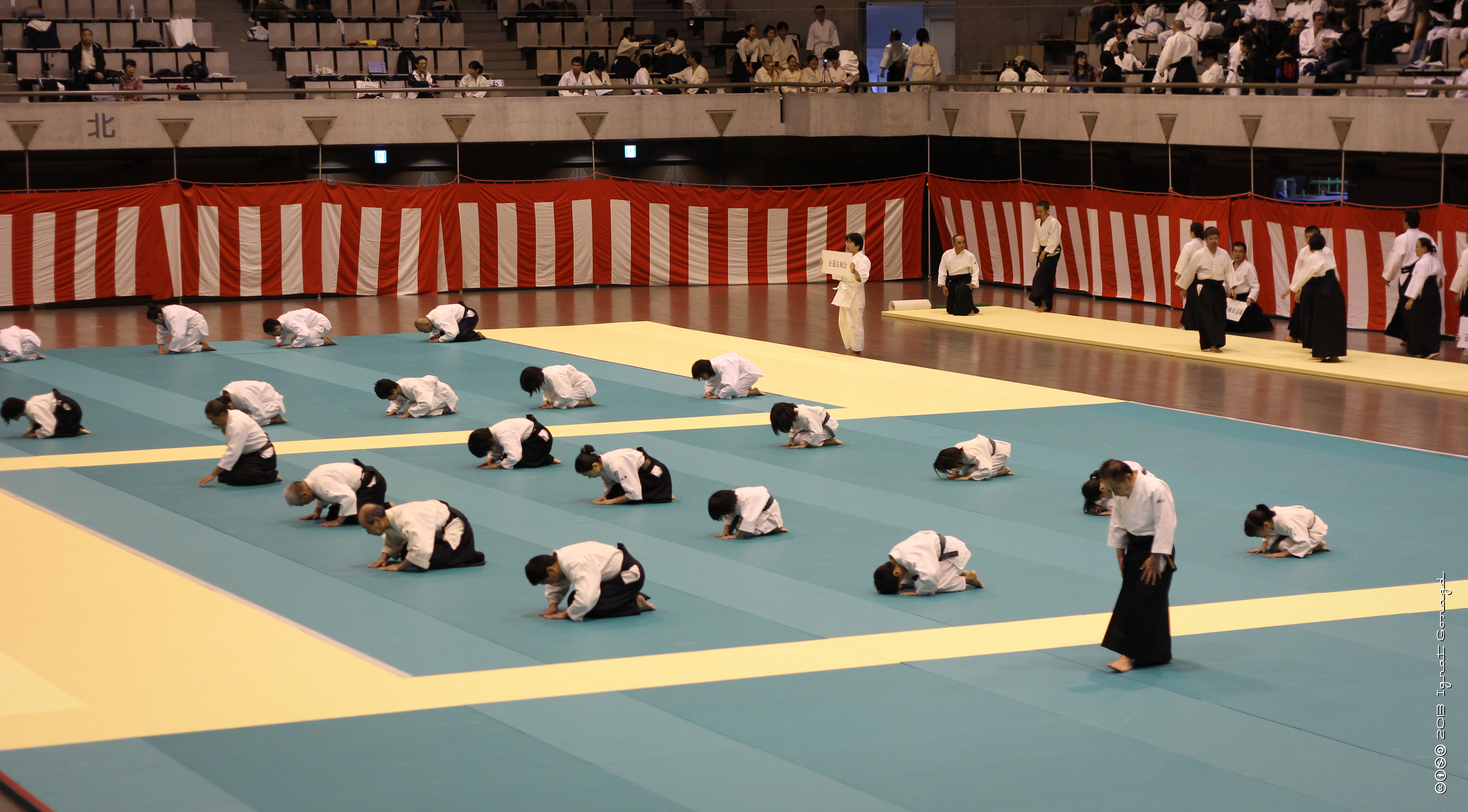
Personas ejecutando zarei en la arena de artes marciales.

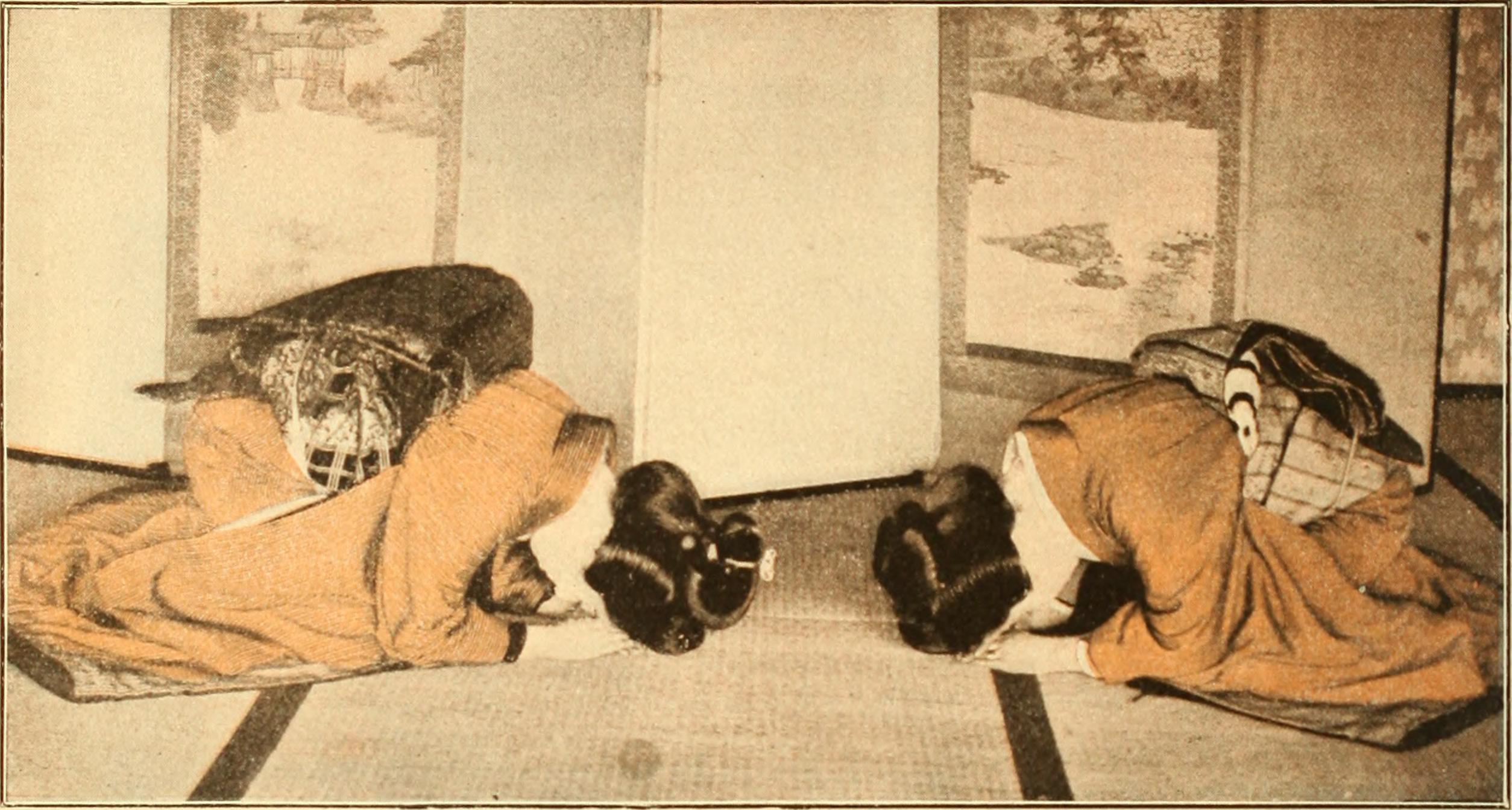
Saikeirei.

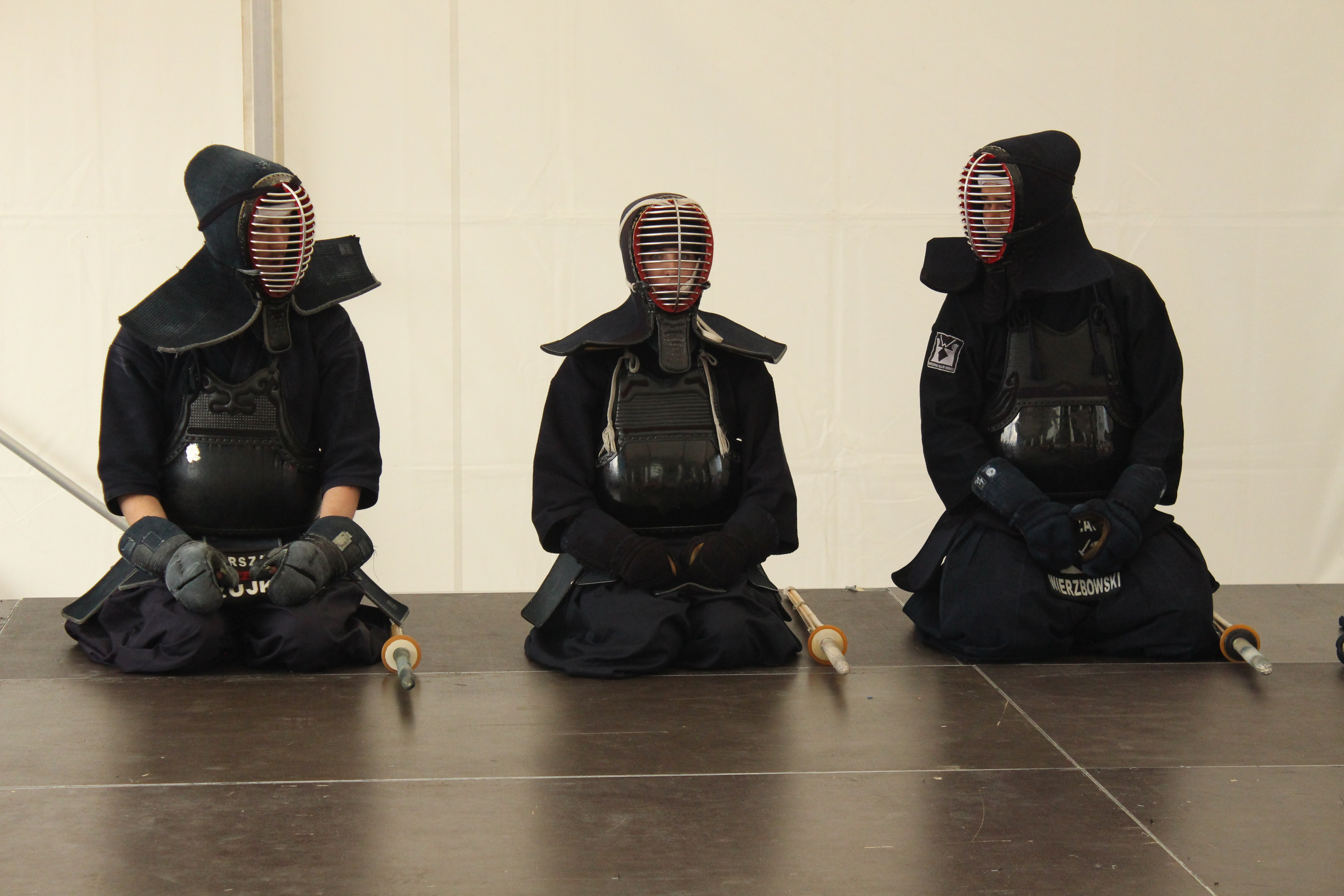
Seiza en kendo.

## En el mundo de los negocios
Las costumbres y los modales en los negocios japoneses tienen fama de ser algunos de los más complicados y desalentadores del mundo, especialmente para una persona extranjera que no esté familiarizada con la ideología japonesa de rangos y tradiciones. No realizar el tipo correcto de ojigi para el estatus de la otra persona se considera un faux pas en el lugar de trabajo o incluso una ofensa. Especialmente los japoneses más tradicionales y conservadores ven el ojigi como una representación de la identidad japonesa y encuentran la belleza en la ejecución de un perfecto ojigi con la postura correcta. Por ello, muchas industrias japonesas ofrecen a sus nuevos empleados una formación exhaustiva sobre la forma correcta de realizar el ojigi y otros aspectos importantes de la etiqueta empresarial.
Eshaku, keirei y saikeirei son las tres categorías típicas de ojigi que se practican en el mundo de los negocios en Japón. Independientemente del tipo elegido, es importante prestar una atención constante a los músculos y la postura. En particular, la espalda debe mantenerse recta y el cuerpo por debajo de la cintura debe permanecer quieto y vertical durante todo el gesto de inclinación. La espalda encorvada y las caderas prominentes se consideran comportamientos feos y poco profesionales. Otra técnica importante para el ojigi es la sincronización de los movimientos con la respiración, comúnmente denominada Rei-sansoku (礼三息?) en japonés. Para explicarlo, el movimiento de descenso de la parte superior del cuerpo debe durar lo mismo que la inhalación de la respiración natural. A continuación, se debe permanecer completamente inmóvil en la posición de inclinación al exhalar, antes de volver a la postura original durante la inhalación del segundo aliento. El Rei-sansoku garantiza el equilibrio armónico entre los movimientos para que el ojigi no resulte precipitado ni prolongado.

### Eshaku
Eshaku (会釈?) se realiza generalmente con una ligera inclinación de unos 15° de la parte superior del torso. En la posición de inclinación, los ojos deben mirar al suelo, a unos tres metros por delante de los pies. Es una forma muy informal de saludar en los negocios, normalmente entre colegas con el mismo estatus, o cuando se consideran innecesarios gestos más formales, como cuando uno se encuentra casualmente con alguien por la calle.

### Keirei
El segundo tipo, keirei (敬礼?), es la variante más utilizada de ojigi en los negocios japoneses. Da una impresión más formal y respetuosa que eshaku, pero menos que saikeirei, el último tipo de ojigi. Convencionalmente, el keirei se realiza con una inclinación de unos 30° de la parte superior del cuerpo. En la posición de inclinación, la mirada debe posarse en el suelo aproximadamente a 1 metro por delante de los pies. Posibles escenarios para su uso incluyen saludar a clientes, entrar en una reunión y dar las gracias a los superiores en el trabajo.

### Saikeirei
Por último, saikeirei (最敬礼?), que literalmente significa "el gesto más respetuoso", es, como su nombre indica, el ojigi que muestra el máximo respeto hacia la otra parte. Se utiliza sobre todo para saludar a personal muy importante, disculparse o pedir grandes favores. El saikeirei se caracteriza por una inclinación aún mayor de la parte superior del cuerpo que el keirei, normalmente entre 45° y 70°. Además, como el saikeirei sólo se utiliza en situaciones graves, se espera que uno permanezca inmóvil en la posición de inclinación durante un tiempo relativamente largo para mostrar su respeto y sinceridad.
En cuanto a la posición de las manos, los hombres deben mantenerlas de forma natural a ambos lados de las piernas, mientras que las mujeres suelen colocar una mano sobre la otra en el centro, en algún punto por debajo del abdomen.